# شاهد احمدلو
شاهد احمدلو (زاده ۱۲ شهریور ۱۳۵۳ در تهران)، بازیگر، نویسنده، مدرس و کارگردان سینما و تلویزیون است. از مهم‌ترین آثار او می‌توان به ساخت فیلم سینمایی چند می‌گیری گریه کنی و مشمشه (سینما خر) اشاره کرد. او از با تجربه‌ترین چهره‌ها و فیلمسازان سینمای ایران و معروف به بچه سینماست. او کارش را با کارگردان نامدار ایرانی مسعود کیمیایی آغاز کرد و تجربه همکاری با کارگردانهای بزرگ دیگری چون ساموئل خاچیکیان، ناصر تقوایی، داود میرباقری و علیرضا داوودنژاد را نیز در پرونده هنری خود دارد.

## زندگی
پدرش محمدولی احمدلو، بازیگر سینما و از مدیران تدارکات باسابقه سینما است. وی فارغ‌التحصیل رشته گرافیک از هنرستان هنرهای تجسمی پسران و لیسانس رشته نقاشی دانشکده هنر و معماری بود؛ که به خاطر حضور پدرش در سینما، برای اولین بار در فیلم سرب - ۱۳۶۷ ساخته مسعود کیمیایی در نقش بچه جلوی سینما خورشید بازی کرد و این اولین تجربهٔ او در عرصه سینما بود. پس از آن، در دو فیلم دیگر از آثار مهم کیمیایی دندان مار و گروهباننقش آفرینی کرد و درخشید که در همان سال بازیگر برگزیده منتقدان شناخته می‌شود و بازیگری را به صورت حرفه‌ای ادامه داد. او با کارگردانهای مطرحی چون: ساموئل خاچیکیان و ناصر تقوایی همکاری داشته است. وی از سال ۱۳۷۲ با ساخت فیلم کوتاه سیاهی لشکر که برنده چهار جایزه نخست اولین جشنواره جهانی سوره شد، خیلی زود تبدیل به استعدادی درخشان شده و لقب جوانترین کارگردان سینمای ایران به او داده می‌شود. پس از آن به سراغ فیلمسازی می‌رود. او فیلمهای‌های کوتاه بسیاری ساخته که تعدادی از آن‌ها موفق به اخذ جوایز از جشنواره‌های داخلی و معتبر خارجی نیز شده‌اند که مهم‌ترین آنها مدال طلای یونیکا سال ۲۰۰۰ برای بهترین فیلم کوتاه سال جهان سینما سگ بود. شاهد، پس از مدتی به دعوت ناصر تقوایی تصمیم به ساخت فیلمی داستانی از پشت صحنه ی یک فیلم گرفت و فیلم پس از سکوت را که پشت صحنهٔ فیلم کاغذ بی‌خط ساخته ناصر تقوایی بود را ساخت. وی اولین کارگردان ایرانی بود که از پشت صحنهٔ یک فیلم سینمایی، یک فیلم داستانی خلق می‌کند که مورد استقبال منتقدان و مخاطبان سینما قرار می‌گیرد. این فیلم اولین فیلم حرفه ای و مستقل سینمای ایران است که بعدها به‌عنوان الگویی مناسب و استاندارد برای ساخت چنین فیلم‌هایی در ایران قرار گرفت. شاهد احمدلو تاکنون موفق به ساخت پنج فیلم بلند سینمایی شده که اثر اولیه او (چند می‌گیری گریه کنی) است که برنده سیمرغ بلورین بهترین بازیگر نقش مکمل و جایزه ویژه هییت داوران برای بهترین کارگردانی از بیست و چهارمین جشنواره فیلم فجر شد. فیلم دیگر او سینما خر مشمشه نیز کاندید بهترین فیلم فستیوال جهانی بوسان کره جنوبی (۲۰۱۹) معروف به اسکار آسیا و برنده جایزه مرجان طلایی جشنواره بیگور اسپانیا و بهترین فیلم منتخب تماشاچیان جشنواره جهانی بنگلور هند شد. او کارگردانی یکی از خاطره انگیزترین سریال‌های محبوب و همچنان بسیار پرطرفدار سه دونگ سه دونگ را نیز در پرونده کاری خود دارد. او مجموعه‌ها و فیلم‌های تلویزیونی بسیاری را هم کارگردانی کرده است.

## بازیگر

### سینمایی
- سیاه باز (۱۳۹۹)
- گرمابه (۱۳۹۷)
- طاقباز (۱۳۹۵)
- اکباتان (۱۳۹۰)
- موش (۱۳۸۶)
- باج خور (۱۳۸۲)
- زنگی و رومی (۱۳۷۹)
- حریف دل (۱۳۷۵)
- قافله (۱۳۷۱)
- دره شاپرک‌ها (۱۳۷۰)
- چاووش (۱۳۶۹)
- گروهبان (۱۳۶۹)
- دندان مار (۱۳۶۸)
- سرب (۱۳۶۷)

### تلویزیونی
- چشم‌بندی (۱۴۰۱)
- آتش سرد (۱۴۰۱)
- گاندو ۲ (۱۴۰۰)
- گشت ویژه (۱۳۹۵)
- رهایی (۱۳۹۵)
- آتش و شبنم (۱۳۸۲–۱۳۷۹)
- نبردی دیگر (۱۳۷۴–۱۳۷۳)
- فردا روز دیگری است (۱۳۷۲)
- پاییز بلند (۱۳۷۲)

## کارگردان
- سیاهی لشکر (فیلم کوتاه) – ۱۳۷۲
- چارلی غمگین است (فیلم کوتاه) - ۱۳۷۵
- عکاسخانه (فیلم کوتاه) - ۱۳۷۶
- عاطفه در قاب - (فیلم کوتاه) - ۱۳۷۷
- برجک (فیلم کوتاه) - ۱۳۷۷
- چشمه سفید (فیلم کوتاه) - ۱۳۷۸
- مجموعه تلویزیونی من خودم هستم - ۱۳۸۰
- مرغ (فیلم کوتاه) - ۱۳۹۲
- سینما سگ (فیلم کوتاه) ۱۳۷۹
- پس از سکوت - (پشت صحنه کاغذ بی‌خط) - ۱۳۸۰
- چند می‌گیری گریه کنی (فیلم سینمایی) - ۱۳۸۴
- اگه میتونی منو بگیر (فیلم سینمایی) - ۱۳۸۵
- موش (فیلم سینمایی) - ۱۳۸۶
- ماه عسل (سریال نوروزی شبکه دو سیما) ۱۳۸۷
- بازجویی در کافه تهران (فیلم تلویزیونی) ۱۳۸۹
- بلور باران (فیلم تلویزیونی) - ۱۳۸۸
- پسرها سرباز به دنیا نمی‌آیند (فیلم تلویزیونی) - ۱۳۸۴
- بهار، قبل و بعد (فیلم تلویزیونی) - ۱۳۸۵
- ما خونه نیستیم (فیلم تلویزیونی) - ۱۳۸۸
- گنج خانه سفید (فیلم تلویزیونی) - ۱۳۸۹
- پسر ایران (فیلم تلویزیونی) - ۱۳۸۹
- ماه عسل (سریال تلویزیونی) - ۱۳۸۵
- سه دونگ، سه دونگ (سریال شبکهٔ تهران) ۱۳۸۹–۱۳۹۰
- خانه اجاره‌ای (سری دوم) (سریال شبکهٔ سه) - ۱۳۹۱
- آقا و خانم سنگی (سریال شبکه سه) ۱۳۹۴–۱۳۹۳
- سینما خر (مشمشه) (فیلم سینمایی) - ۱۳۹۷
- مورچه خوار (فیلم سینمایی) - ۱۳۹۸
- چشم‌بندی - (سریال شبکه سه) ۱۴۰۱
- چشم‌بندی ۲ (سریال شبکه سه) - ۱۴۰۲
- شاه نقش (فیلم سینمایی) - ۱۴۰۳